# جاعر
جاعر، روستایی از توابع بخش احمدی شهرستان حاجی‌آباد در استان هرمزگان ایران است.

## جمعیت
این روستا در دهستان کوه شاه قرار دارد و براساس سرشماری مرکز آمار ایران در سال ۱۳۸۵، جمعیت آن ۶۴ نفر (۱۹خانوار) بوده‌است.